# Bang or Ball
Bang or Ball – piąty studyjny album amerykańskiego rapera Macka 10. Został wydany przez Cash Money Records.
Gościnnie występują tacy artyści jak Lil Wayne, Ice Cube, WC, Butch Cassidy, Big Tymers, i wielu innych.

## Lista utworów
1. „Intro”
2. „Hate In Yo Eyes”
3. „Let the Thugs in the Club” (feat. Lil Wayne & B.G.)
4. „So Serious” (feat. Big Tymers & Mikkey)
5. „Connected For Life” (feat. Ice Cube, WC & Butch Cassidy)
6. „Dominoes” (Skit)
7. „That Bitch Is Bad” (feat. Mannie Fresh)
8. „Do The Damn Thing”
9. „King Pin Dream” (feat. Mikkey & Baby)
10. „Work”
11. „No Dick” (Skit)
12. „No Dick At All” (feat. Skoop Delania & E-40)
13. „Mathematics”
14. „Let It Be Known” (feat. Scarface & Xzibit)
15. „Announcement” (Skit)
16. „We Can Never Be Friends” (feat. Baby & D-Boyz {Lac & Stone})
17. „Dog About It” (feat. B.G.)
18. „Murder” (feat. Turk)